# Serpin
Serpini su superfamilija strukturno sličnih proteina koji su prvobitno identifikovani po njihovom proteaznom inhibitornom dejstvu. Oni su prisutni u svim životnim carstvima. Članovi familije koji su među prvima identifikovani su delovali na serinske proteaze koje su slične himotripsinu, te je po tom osnovu familija imenovana (i.e. serinsko proteazni inhibitori). Oni su osobeni po svom neobičnom mehanizmu dejstva, u kome oni ireverzibilno inhibiraju svoje ciljne proteaze, i pri tom podležu znatnoj konformacionoj promeni da bi se prilagodili obliku aktivnog mesta. Ovo je u kontrastu sa uobičajenijim kompetitivnim mehanizmom proteaznih inhibitora koji se vezuju za i blokiraju pristup aktivnom mestu proteaze.
Serpinskom proteaznom inhibicijom se kontroliše niz bioloških procesa, uključujući koagulaciju i inflamaciju, i konsekventno ti proteini su predmet medicinskih istraživanja. Njihova jedinstvena konformaciona promena ih isto tako čini predmetom istraživanja u oblastima strukturne biologije i proteinskog savijanja. Mehanizam konformacione promene pruža izvesne prednosti, mada ima i nedostatke: serpini su podložni mutacijama koje mogu da dovedu do serpinopatija kao što je proteinski misfolding i formiranje neaktivnih dugolančanih polimera. Serpinska polimerizacija ne samo da redukuje količinu aktivnog inhibitora, nego isto tako dovodi do akumulacije polimera, uzrokujući ćelijsku smrt i disfunkciju organa.
Mada većina serpina kontroliše proteolitičke kaskade, neki od proteina sa serpinskom strukturom nisu enzimski inhibitori, nego umesto toga vrše različite funkcije kao što je skladištenje (kao u ovalbuminu belanca), transport kao kod hormonskih transportnih proteina (tiroksin-vezujući globulin, kortizol-vezujući globulin) i molekularno šaperonstvo (HSP47). Termin serpin se isto tako koristi za opisivanje tih članova, uprkos njihovim neinhibitornim funkcijama, pošto su oni evoluciono srodni.

## Istorija
Proteazana inhibitorna aktivnost u krvnoj plazmi je utvrđena tokom kasnih 1800-tih. Tokom 1950-tih su serpini antitrombin i alfa 1-antitripsin izolovani. Inicijalna istraživanja su bila usredsređena na njihovu ulogu u ljudskim bolestima: alfa 1-antitripsinska deficijencija je jedna od najčešćih genetičkih bolesti, koja uzrokuje emfisemu, a antitrombinska deficijencia dovodi do tromboze.
Tokom 1980-tih, postalo je jasno da su ovi inhibitori deo superfamilije srodnih proteina koja obuhvata proteazne inhibitore (e.g. alfa 1-antitripsin) i neinhibitorne članove (e.g. ovalbumin). Tokom istog perioda, prve strukture serpinskih proteina su rešene (prvo u relaksiranoj, i kasnije u napregnutoj konformaciji). Strukture su pokazale da inhibitorni mehanizam obuhvata neobičnu konformacionu promenu i podstakle su dalji strukturni fokus na izučavanju serpina.
Preko 1000 serpina je do sada identifikovano, uključujući 36 ljudskih proteina, kao i molekule iz svih carstava životnih formi — životinja, biljki, gljiva, bakterija, i arhaja — i pojedinih virusa. Tokom 2000-tih, uvedena je sistematska nomenklatura da bi se kategorisali članovi serpinske superfamilije na bazi njihovih evolucionarnih odnosa. Serpini su najveća i najraznovrsnija superfamilija proteaznih inhibitora.

## Spoljašnje veze
- PDB molekul meseca 53
- Merops protease inhibitor claudication (Family I4) Архивирано на веб-сајту  (8. децембар 2016)
- Serpins на 
- James Whisstock laboratory at Monash University
- Jim Huntington laboratory at University of Cambridge
- Frank Church laboratory at University of North Carolina at Chapel Hill
- Paul Declerck laboratory at Katholieke Universiteit Leuven
- Tom Roberts laboratory at University of Sydney
- Robert Fluhr laboratory Архивирано на веб-сајту  (19. октобар 2014) at Weizmann Institute of Science
- Peter Gettins laboratory at University of Illinois at Chicago